# Alfredo Etcheberry
Luis Alfredo Etcheberry Orthusteguy (Concepción, Chile, 17 de diciembre de 1931-30 de diciembre de 2023) fue un abogado y profesor de derecho chileno. Experto en Derecho Penal, fue profesor de la Universidad de Chile desde 1956. Publicó varios libros y artículos sobre Derecho Penal.

## Primeros años de vida
Fue hijo de Pedro Etcheberry y de Gabriela Orthusteguy. Estudió Derecho en la Universidad de Chile, obteniendo el título de abogado el 21 de marzo de 1956. Posteriormente obtuvo un Master en Derecho Comparado en la Universidad de Columbia, Nueva York, EE. UU.
Estaba casado con Elena Court Vallebona, tuvo cinco hijas: María Elena, Magdalena, María Leonor, Blanca y Sol. Entre sus nietos se cuenta al político Gonzalo Winter Etcheberry.

## Vida pública
Fue profesor de la Facultad de Derecho de la Universidad de Chile en donde impartió el curso sobre Derecho Penal Internacional hasta el 2014. También fue profesor de la Pontificia Universidad Católica de Chile y de la Universidad Diego Portales.
En el Colegio de Abogados de Chile fue Consejero entre 1965 y 1972, y entre 1989 y 1992. En 1989 fue Presidente del Colegio hasta 1991. 
Fue miembro honorario de la Comisión Andina de Juristas: Miembro de la Comisión Internacional de Juristas; Miembro del Consejo Directivo de la AIDP; Miembro del Directorio de la Editorial Jurídica Andrés Bello.
Además, recibió en 2008 un doctorado honoris causa por la Universidad de Talca.
Él había recibido en diciembre del año 2022, el Premio de la Asociación de exalumnos de la Universidad de Columbia, por la exitosa carrera que ha desarrollado en diversos ámbitos de la vida nacional, como abogado penalista.

## Obras
- Concurso Aparente de Leyes Penales.
- American-Chilean Private International Law.
- Derecho Penal en la Jurisprudencia (4 volúmenes).
- Derecho Penal (4 volúmenes).